# 밀양 천진궁
밀양 천진궁(密陽 天眞宮)은 대한민국 경상남도 밀양시 내일동, 영남루 경내에 있는 건축물이다. 조선 효종 6년(1665년) 창건된 건물로서 단층팔작지붕 목조와가이다. 정면 3칸에 측면 2칸의 주심포(柱心包)건물로서 조선 중기의 건물이며, 단군의 진영을 봉안(奉安)하고 있으며 매년 음력 3월 15일 어천대제, 음력 10월 3일 개천대제를 하고 있다. 
1974년 12월 28일 경상남도의 유형문화재 제117호 '천진궁으로 지정되었다가, 2018년 12월 20일 현재의 명칭으로 변경되었다.

## 개요
영남루 경내에 있는 건물로 원래 이곳은 요선관이 있던 자리이다. 효종 3년(1652)에 지었으며 공진관이라 부르기도 한다. 영조 15년(1739)에 불탄 것을 영조 25년(1749)에 다시 지었으며, 헌종 10년(1844)에 크게 수리하였다. 1952년 단군봉안회가 생기면서 단군 및 삼국의 시조왕, 고려 태조(재위 918∼943)의 위패를 모시면서 대덕전이라 하였으나 1957년에 천진궁으로 이름을 바꾸었다. 
앞면 3칸·옆면 2칸으로 1층이고, 지붕은 옆면이 여덟 팔(八)자 모양인 팔작지붕이며, 목조로 된 기와집이다. 기둥 위에서 지붕 처마를 받치는 공포가 기둥 위에만 있는 주심포 양식이다. 기단은 낮은 2기단으로 앞면에만 문이 있고, 나머지 3면은 벽으로 되어있다. 
최근에 원래의 문틀에 2중의 문을 덧대어 달았는데, 기법이 미숙하여 기둥의 높이를 전통적 비례에 비해 높게 보이도록 만들었다. 

## 같이 보기
- 밀양 영남루 (보물 제147호)

## 참고 자료
- 천진궁 - 국가유산청 국가유산포털